# San Rafael Tlanalapan
San Rafael Tlanalapan es una localidad del estado mexicano de Puebla. Es parte del municipio de San Martín Texmelucan. La comunidad celebra a mediados de agosto la Feria nacional del chile poblano.

## Toponimia
El nombre San Rafael hace referencia al Arcángel Rafael, patrono de la localidad. El nombre Tlanalapan viene de los radicales en náhuatl: Tlalli, tierra; nal, otro lado; apan, río. Su significado es «Tierra al otro lado del río».

## Demografía
| Censo | Población |
| ----- | --------- |
| 1900  | 1 614     |
| 1910  | 418       |
| 1921  | 1 725     |
| 1930  | 2 278     |
| 1940  | 2 169     |
| 1950  | 2 930     |
| 1960  | 3 569     |
| 1970  | 4 378     |
| 1980  | 6 528     |
| 1990  | 7 530     |
| 1995  | 9 554     |
| 2000  | 10 839    |
| 2005  | 13 657    |
| 2010  | 15 998    |
| 2020  | 19 663    |